# Аниховский сельсовет
Аниховский сельсовет — сельское поселение в Адамовском районе Оренбургской области Российской Федерации.
Административный центр — село Аниховка.

## История
Статус и границы сельского поселения установлены Законом Оренбургской области от 2 сентября 2004 года № 1424/211-III-ОЗ «О наделении муниципальных образований Оренбургской области статусом муниципального района, городского округа, городского поселения, установлении и изменении границ муниципальных образований».

## Население
| 2010  | 2012  | 2013  | 2014  | 2015  | 2016  | 2017  |
| ----- | ----- | ----- | ----- | ----- | ----- | ----- |
| 1529  | ↘1494 | ↘1455 | ↘1406 | ↘1370 | ↘1357 | ↘1303 |
| 2018  | 2019  | 2020  | 2021  |       |       |       |
| ↘1239 | ↘1188 | ↘1139 | ↘1093 |       |       |       |

## Состав сельского поселения
| № | Населённый пункт | Тип населённого пункта       | Население |
| - | ---------------- | ---------------------------- | --------- |
| 1 | Аниховка         | село, административный центр | 932       |
| 2 | Джасай           | село                         | 372       |
| 3 | Красноярск       | село                         | 225       |